# 타이라 유우나
타이라 유나(일본어: 平 祐奈, 1998년 11월 12일~)는 일본의 배우이다.

## 내력
초등학교 6학년 때, 본인 모르게 어머니와 할머니가 응모한 영화 《진짜로 일어날지도 몰라 기적》의 오디션에 합격해 배우 데뷔.

## 인물
- 6인 형제 (언니 1명, 오빠 4명)의 막내로, 언니 (장녀)는 배우 타이라 아이리, 오빠 (셋째)는 전 배우 타이라 케이쇼[1].

## 출연

### 영화
- 진짜로 일어날지도 몰라 기적 (2011년, 가가) - 타이라 유나 역
- 사다코 3D (2012년, 카도카와 영화) - 아유카와 아카네(소녀 시절) 역
- 괜찮아 3반 (2013년, 토호) - 치바 사토코 역
- 종이 달 (2014년, 쇼치쿠) - 우메자와 리카(중학생 시절) 역
- 게임 센터 CX THE MOVIE 1986 마이티 본 잭 (2014년, 가스코인 컴퍼니) - 키노시타 쿠미코 역
- 허수아비와 라켓 ~아키와 타마코의 여름방학~ (2015년, 이온 엔터테인먼트) - 주연·오다기리 아키 역
- 솔로몬의 위증 (2015년, 쇼치쿠) - 미즈카와 사에코 역
- 아오오니 ver.2.0 (2016년, AMG 엔터테인먼트) - 안나 역
- 투 잇 투 라이브 (2016년, 제7회 오키나와 국제 영화제 〈TV DIRECTOR’S MOVIE〉 부문 출품 작품) - 신도 아스카 역
- 푸른 하늘 옐 (2016년, 토호) - 아카네 역
- 기적: 그 날의 소비토 (2017년, 토에이) - 유이 역
- 오늘의 키라 군 (2017년, 쇼게이트) - 야하기 레이 역
- 암흑여자 (2017년, 토에이/쇼게이트) - 니타니 미레이 역
- ReLIFE (2017년, 쇼치쿠) - 주연·히시로 치즈루 역
- 미성년이지만 어린애는 아냐 (2017년)
- 사쿠라다 리셋 (2017년, 쇼게이트) - 소마 스미레 역
- 닌자의 나라 (2017년, 토호) - 린 역
- 사진 코시엔 THE MOVIE (2018년) - 아리스 역
- 허니 (2018년) - 쿄구레 나오 역
- 10만분의 1 (2020년) - 사쿠라기 리노 역
- 장난을 잘 치는 타카기 양 (2024년) - 마노 역

### 드라마
- 호두의 방 제1화 (2011년 7월 26일, NHK) - 미타무라 사쿠라 역
- 고잉 마이 홈 제2화 (2012년 10월 23일, 칸사이 TV)
- 희미한 그녀 (2013년 4월 ~ 6월, 칸사이 TV) - 쿠라타 마도카 역
- 세 마리 아저씨~정의의 아군, 등장!!~ 제7화 (2014년 3월 7일, TV 도쿄) - 리카코 역
- 킨다이치 소년의 사건부 N(neo) 제7화 (2014년 9월 6일, 닛폰 TV) - 하스누마 아야카 역
- 단 하나의 사랑으로 살았던 여자들~LOVE YOU ONLY~ (2014년 12월 19일, 후지 TV)
- 속죄의 소나타 제2 ~ 3화 (2015년 1월 31일 ~ 2월 7일, WOWOW) - 시마즈 사유리 역
- 이치로 제3 ~ 최종회 (2015년 8월 14일 ~ 9월 25일, NHK BS 프리미엄) - 스와 역
- JK는 설녀 (2015년 9월 ~ 10월, MBS) - 주연·후유시로 코유키 역
- 오사카 순환선 사람 역마다의 사랑 이야기 Station5 신이마미야역 (2016년 2월 9일, 칸사이 TV) - 주연·호노미 역
- 타치바나 노보루 청춘 비망록 (2016년 5월 ~ 7월, NHK BS 프리미엄) - 치에 역
- 미나토 카나에 서스펜스 망향 〈바다의 별〉 (2016년 9월 28일, TV 도쿄) - 마노 미사키(소녀 시절) 역
- 정말로 있었던 무서운 이야기 - 여름특별편2018 <망설임도에 붙는 여자> (2018년 8월 18일, 후지 TV) - 카네코 하츠미 역